# اشرف التواریخ
اشرف التواریخ کتابی دربارهٔ تاریخ وقایع خراسان در اوایل قرن سیزدهم هجری قمری است. مؤلف کتاب محمد تقی نوری منشی دربار و مربی محمدولی میرزا است. اشرف التواریخ از جمله کتب تاریخی است که وقایع خراسان را در زمان محمدولی میرزا (پسر فتحعلی شاه قاجار) و حاکم خراسان در سالهای ۱۲۱۸ تا ۱۲۳۱ هجری قمری را شرح می‌دهد. مؤلف منشی دربار و مربی محمد ولی میرزا و سمت مشاور در هنگام حکومت شاهزاده در خراسان را داشته است.

## ساختار تدوین کتاب
شیوه تدوین مطالب، براساس سالهای زمان حکومت محمدولی میرزا و وقایع رخ داده در آن دوران است.

## اهمیت کتاب
اشرف التواریخ منبع مفیدی برای اطلاع از وقایع مربوط به آخرین بازمانده سلسله افشاریان یعنی نادر میرزا در خراسان و نیز درگیریهای قاجارها با امرای خراسان و ترکمانان و ایلات و طوایف سرکش شمال خراسان در دوره تثبیت قاجارها است. این کتاب را سوسن اصیلی تصحیح و چاپ کرده‌است.